# 11. oklepni konjeniški polk (ZDA)
Za druge 11. polke glejte 11. polk.
11. oklepni konjeniški polk (angleško 11th Armored Cavalry Regiment) je eden izmed konjeniških polkov Kopenske vojske ZDA.

## Odlikovanja
- Predsedniška omemba enote
- Valorous Unit Award
- Meritorious Unit Commendantion
- Croix de Guerre s palmo
- Križec viteštva s palmo